# Hale County This Morning, This Evening
Hale County This Morning, This Evening é um documentário americano de 2018 dirigido por RaMell Ross e produzido por Joslyn Barnes. O filme aborda a vida de negros de Hale County, no Alabama. Como reconhecimento, venceu a categoria U.S. Documentary Special Jury Award for Creative Vision no Festival de Cinema de Sundance de 2018, recebendo, também, nomeação para o Óscar 2019 na categoria de Melhor Documentário.